# 公非
公非（？—？），姬姓，是毁隃的儿子，周部落首领。毁隃死后，由公非继立。《世本》记载公非名叫公非辟方，皇甫谧则认为公非字辟方。
公非死后，儿子高圉继立。